# Lang Park
Lang Park (nazywany także Suncorp Stadium) – stadion sportowy położony na przedmieściach Brisbane. Zbudowany w 1911 na terenie dawnego cmentarza, a do użytku został oddany w 1914. Nazwa Lang Park pochodzi od nazwiska księdza Johna Dunmore Lang. W 2003 zakończyła się modernizacja stadionu, która kosztowała 280 mln dolarów australijskich.
Mecze na tym obiekcie rozgrywają następujące drużyny: 
- Queensland (State of Origin, od 1980-)
- Brisbane Broncos (NRL, w latach 1988–1992 i od 2003)
- Brisbane Roar (A-League, od 2005-)
- Queensland Reds (Super Rugby, od 2005-)

W latach wcześniejszych na tym obiekcie grały również drużyny: 
- South Queensland Crushers (ARL, 1995-1997)
- Brisbane Strikers (NSL, 1994-1999)

## Frekwencja
| Sport        | Sezon   | Drużyna          | Średnia widzów |
| ------------ | ------- | ---------------- | -------------- |
| Rugby league | 2008    | Queensland       | 52416          |
| Rugby league | 2009    | Brisbane Broncos | 38747          |
| Rugby union  | 2008    | Queensland Reds  | 19257          |
| Piłka nożna  | 2008-09 | Queensland Roar  | 12995          |

## Ważniejsze imprezy sportowe
- Puchar świata w rugby: 2003
- Rugby League World Cup: 1968, 1975, 1977, 2003 i 2008
- Rugby League State of Origin: 1980
- Mistrzostwa świata U-20 w piłce nożnej: 1993
- Australia Sevens: 2000